# FC Kiffen 08 Helsinki
El FC Kiffen 08 Helsinki (abreujadament KIF o Kiffen) és un club esportiu finlandès de la ciutat de Hèlsinki dedicat a la pràctica del futbol, l'handbol, el bowling de deu i el futbol sala. En el passat, el club també va jugar al màxim nivell en hoquei gel i ha guanyat la Kalevan malja (Copa Kaleva) d'atletisme. Altres esports amb què el club participa inclouen tir, bandy, bitlles i boxa. És un dels clubs de futbol i handbol amb més èxit de Finlàndia.

## Història
El club va ser fundat el 27 de setembre de 1908 a Kruununhaa amb el nom de Kronohagens Idrottsförbund, que va canviar a Kronohagens Idrottsförening (KIF) l'any següent. El 1976, el sobrenom del club Kiffen es va convertir en el seu nom oficial.

### Secció d'hoquei gel

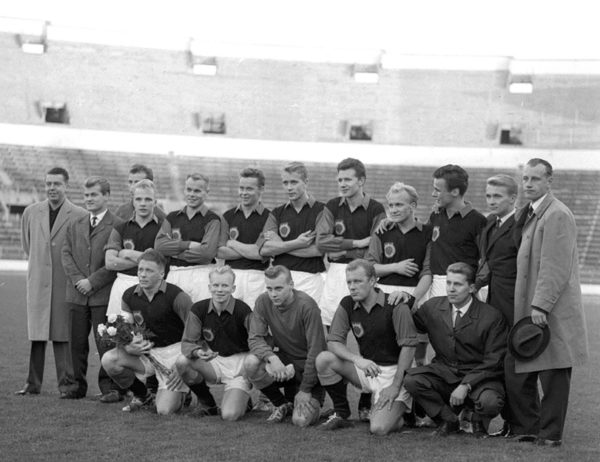
Kiffen 1961.

Partit de bandy entre Sudet i Kiffen 1932.

El Kiffen jugà sota el nom de KIF a la lliga finlandesa d'hoquei gel (SM-sarja). Guanyà el campionat tres cops les temporades 1939, 1941 i 1943. També fou finalista el 1952, deixant d'estar a la màxima categoria des d'aleshores.

### Secció d'handbol
El Kiffen és un dels clubs amb més èxits a l'handbol finlandès. Ha jugat a la màxima categoria entre 1969 i el 2003. Els seus millors anys els visqué durant els 70, en què estigué 10 cops a les medalles.

## Palmarès
- Lliga finlandesa d'hoquei gel (3): 1939, 1941, 1943[6]
- Lliga finlandesa de futbol (4): 1913, 1915, 1916, 1955[7]
- Copa finlandesa de futbol (1): 1958[8]